# Pompejus Planta

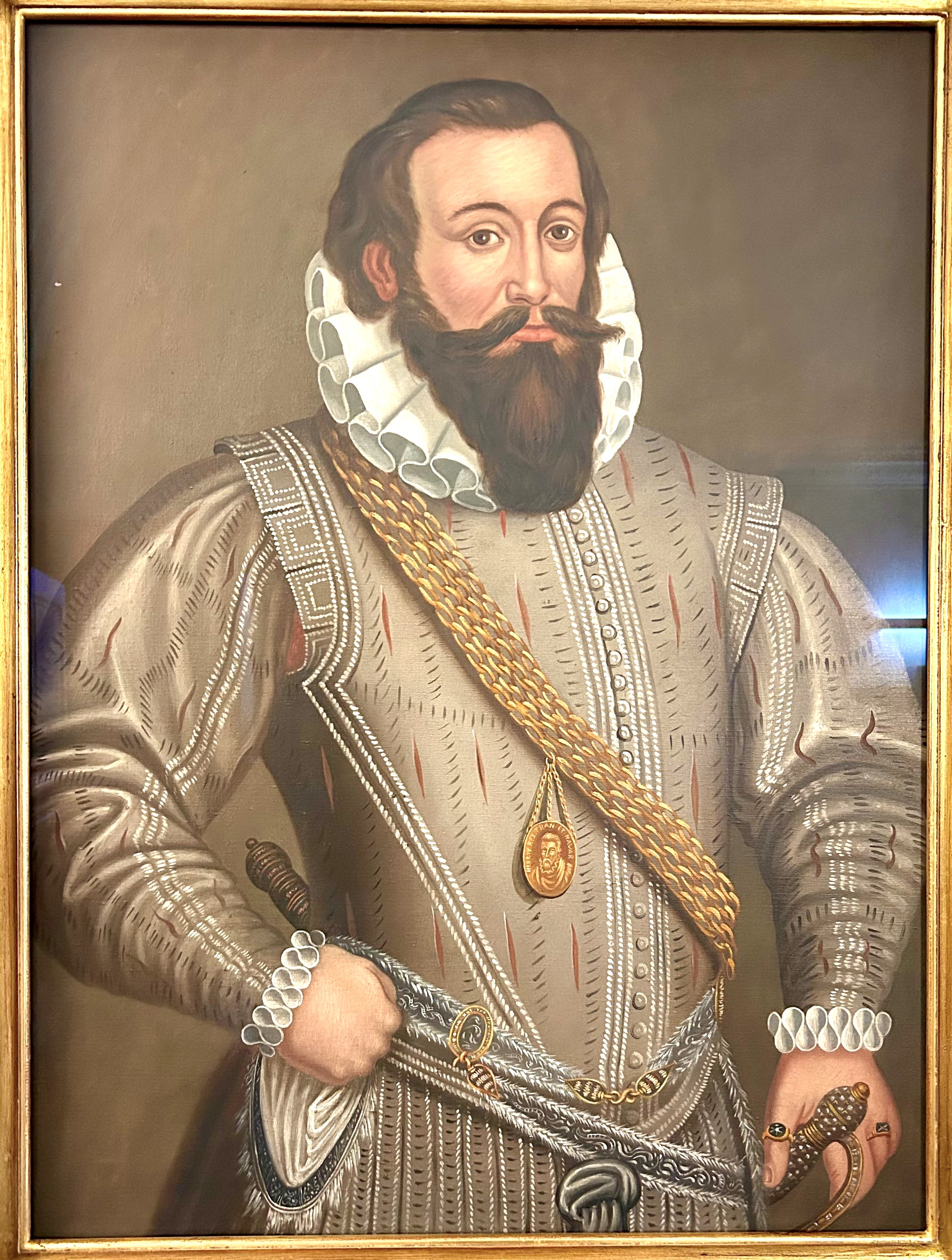
Pompejus von Planta

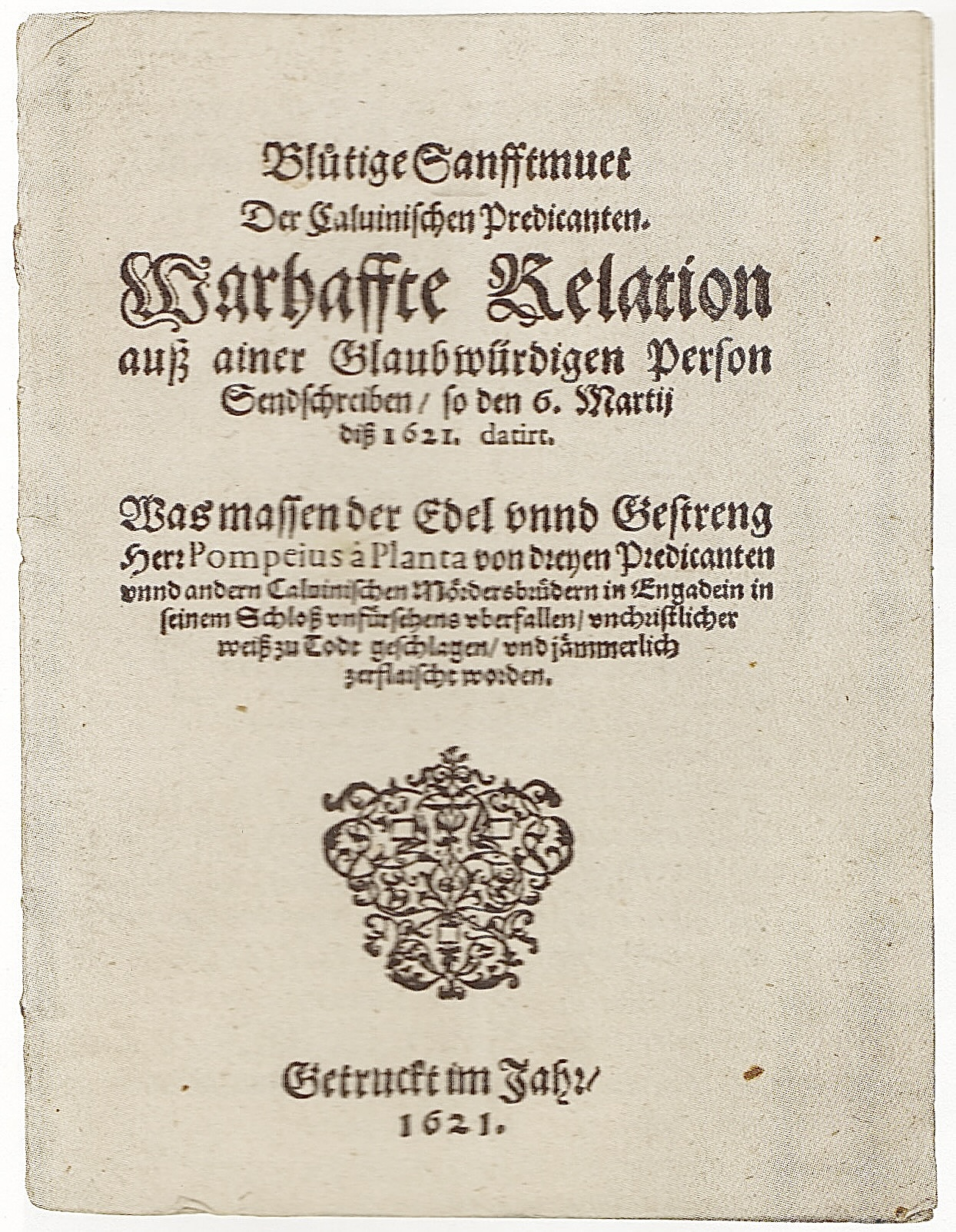
Schrift über die Ermordung Plantas, 1621

Pompejus Planta (* 1570; † 25. Februar 1621 in Rietberg) war einer der Führer der spanisch-österreichischen Partei in den Bündner Wirren. Er entstammte dem reformierten Zernezer Zweig des Bündner Ministerialengeschlechts der Planta.

## Leben
Er studierte in Basel und konvertierte nach dem Studium zum Katholizismus. Als Angehöriger der Familie Planta bekleidete er bald wichtige Ämter. 1614 wurde er Vogt des Bischofs von Chur in Fürstenau und Erbmarschall. Zusammen mit seinem älteren Bruder Rudolf führte er in den Drei Bünden die österreichisch-spanische Partei an. Seine Gegner von der französisch-venezianischen Partei inszenierten 1618 in Thusis ein Strafgericht, das die Brüder Planta ächtete und zum Tode verurteilte.
Am 25. Februar 1621 wurde Pompejus in Anwesenheit seiner Tochter Lukretia auf Schloss Rietberg im Domleschg von seinem Gegenspieler Jörg Jenatsch ermordet. Jenatsch war, begleitet von Blasius Alexander, Fähnrich Gallus im Ried und den Brüdern Carls und Nikolaus von Hohenbalken, von Grüsch herbeigeritten. 
Planta hatte sich angeblich mit seinem Hund oberhalb des Kamins im Turm versteckt, das Winseln des Hundes habe ihn jedoch verraten. Gemäss der Überlieferung soll ihm das Herz aus dem Leib gerissen worden sein. Ob sich das jedoch so zugetragen hat, ist fraglich. Diese Geschichte ist jedoch in Graubünden Teil der Überlieferung und gehört mittlerweile zum volkstümlichen Geschichtenschatz.
Pompejus Planta ist wohl der berühmteste aller Planta, da ihm und seiner Tochter Catharina Lukretia der Dichter Conrad Ferdinand Meyer im Roman Jürg Jenatsch ein literarisches Denkmal setzte.

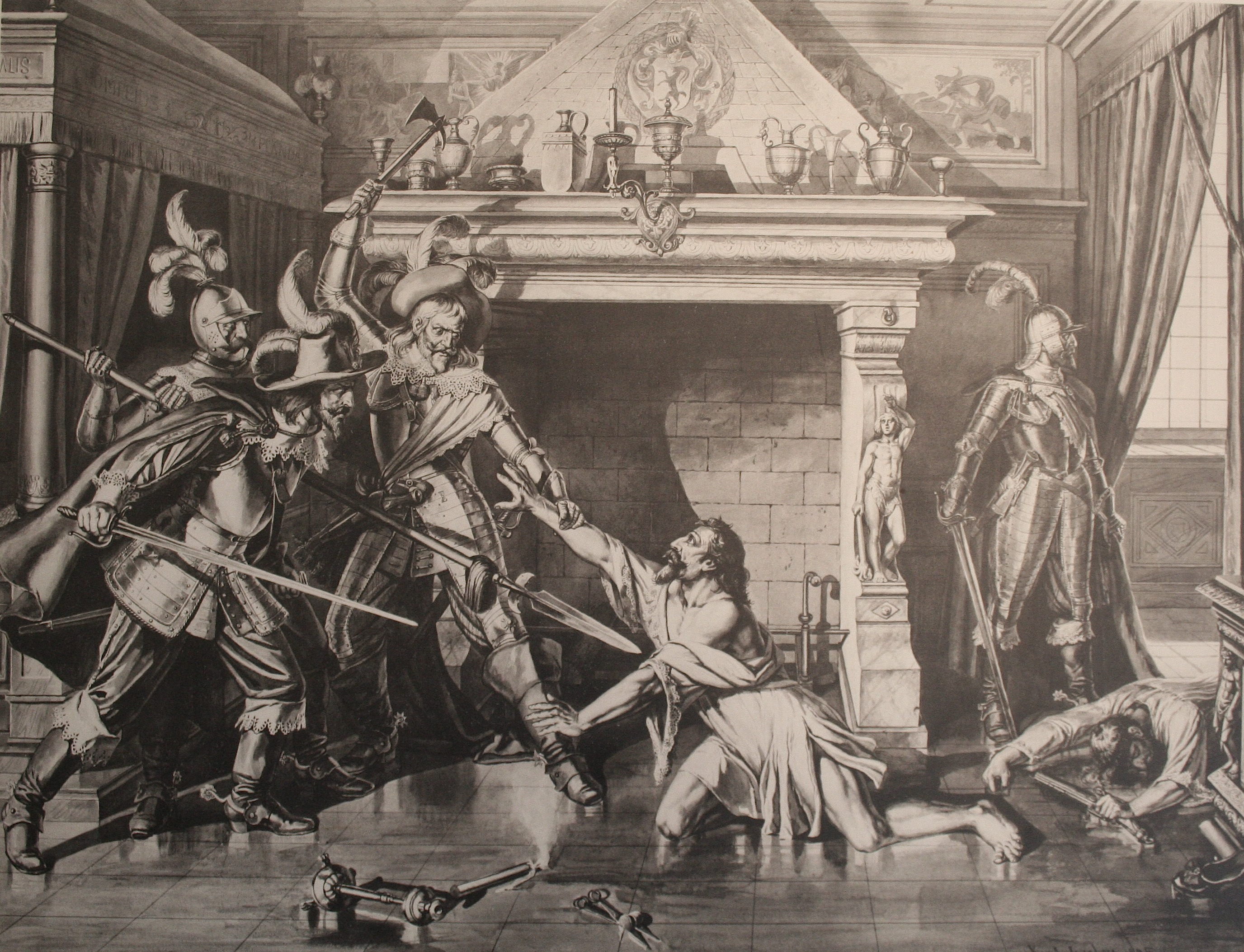
Plantas Ermordung. Darstellung von Karl Jauslin
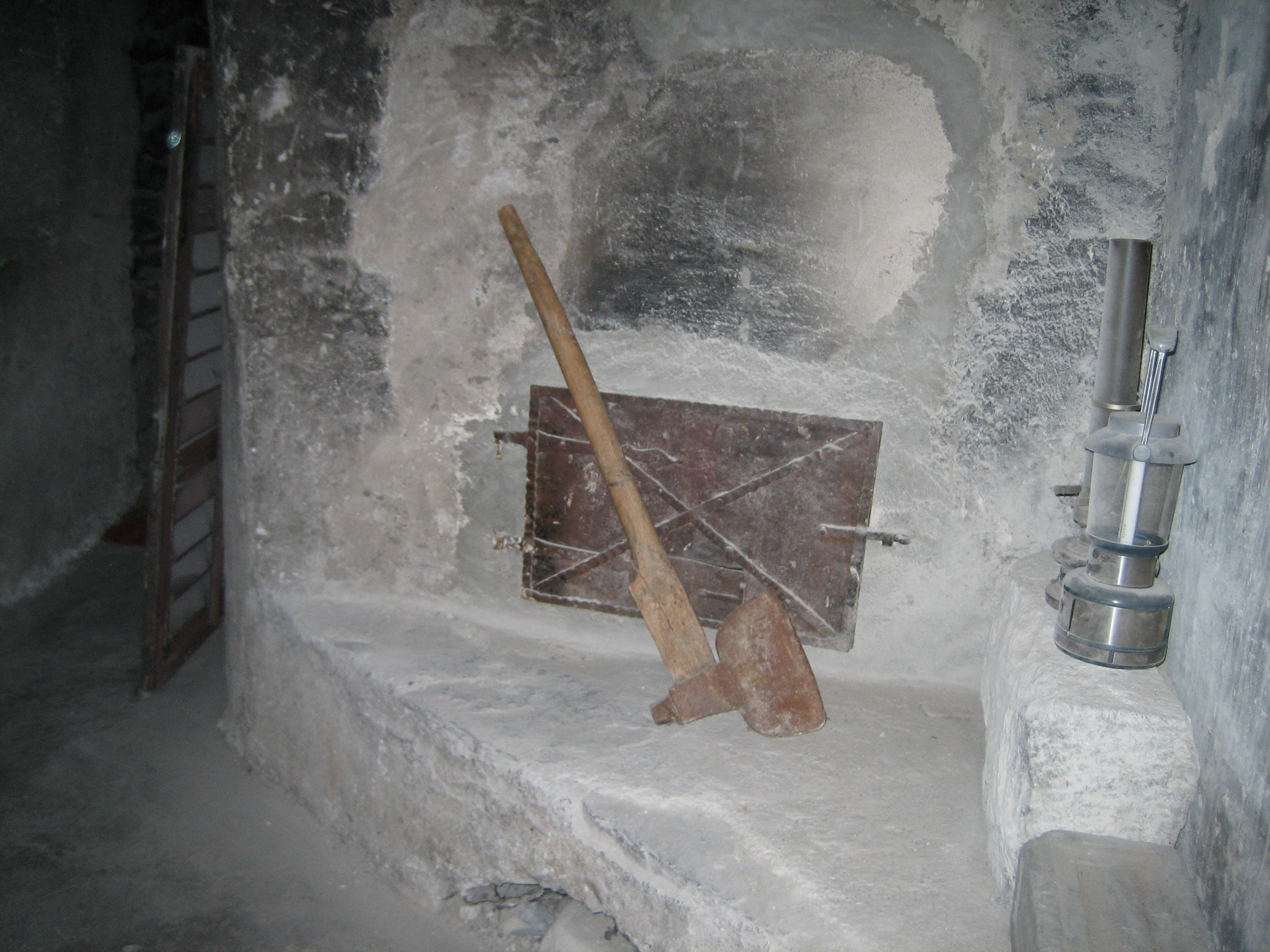
Kamin auf Schloss Rietberg, vor dem Planta ermordet wurde